# Cambio atencional
El cambio atencional ocurre cuando se dirige la atención a un punto para incrementar la eficiencia del procesamiento de ese punto e incluye inhibición para disminuir recursos atencionales a elementos no deseados o irrelevantes.  El cambio atencional es necesario para distribuir recursos atencionales para procesar información de un estímulo más eficientemente. Investigaciones han demostrado que cuando un objeto o área es atendida, el procesamiento opera  de manera más eficiente. Los costos del cambio de tareas ocurren cuando el rendimiento en una tarea sufre debido al incremento del esfuerzo agregado en la atención cambiante. Existen teorías que compiten entre sí que intentan explicar por qué y cómo se cambia la atención, así como también cómo se mueve la atención a través del espacio.

## Recurso unitario y múltiples modelos de recursos.
De acuerdo al modelo unitario de recursos de atención, hay solo un simple recurso de atención dividido entre diferentes actividades en diferentes cantidades, la atención cambia voluntariamente cuando la atención exigida sobrepasa la fuente limitada de recursos atencionales disponibles. En contraste, hay múltiples modelos de recursos de atención que proponen que existen diferentes recursos atencionales por diferentes modalidades sensoriales y modalidades de respuesta, los cuales se significa que sus tareas requieren diferentes sentidos o diferente tipo de respuestas, debería ser más fácil cambiar la atención de donde estaba hacia dónde se dirige, el cambio debería ser menos costoso para tareas similares que aquellas que incluyen diferentes recursos.

## El reflector y las teorías de gradiente.
En la investigación de la atención, una teoría prominente que intenta explicar cómo se desplaza la atención visual es la teoría del foco móvil. La idea principal es que la atención es como un foco móvil que se dirige hacia los objetivos previstos, enfocándose en cada objetivo de manera serial.Cuando la información se ilumina con el reflector y, por lo tanto, se atiende, el procesamiento avanza de una manera más eficiente, dirigiendo la atención hacia un punto particular e inhibiendo la entrada de cualquier estímulo fuera del reflector. Sin embargo, cuando ocurre un cambio en la atención espacial, el foco, en efecto, se apaga, mientras la atención se desplaza a la siguiente ubicación atendida. La atención, sin embargo, también se ha propuesto adherirse a una teoría del gradiente en la que los recursos de atención se otorgan a una región en un espacio en lugar de a un foco, de modo que los recursos atencionales están más concentrados en el centro del foco atencional y luego disminuyen cuanto más lejos esté un estímulo del centro. La atención en esta teoría refleja tanto la asignación de atención actual como la anterior, de modo que la atención puede acumularse y decaer en más de una fijación de atención a lo largo del tiempo. Esto significa que el tiempo para detectar un objetivo puede depender de dónde se dirigió la atención antes de que se presentara el objetivo y de que fuera necesario cambiar la atención.

## Las 3 etapas de atención orientada.
Otra idea influencial que viene de Posner y Petersen en 1990, quienes teorizaron que la orientación de la atención puede ser organizada en tres diferentes etapas.  Ellos argumentaron que en orden para que una persona pueda orientar su atención  a una nueva localización primero deben de desengancharse, o quitar su atención de donde se encuentra actualmente enfocado. Posteriormente el cambio de la atención puede ocurrir de un estímulo a otro. Finalmente, la atención puede ser enganchada o enfocada ante el nuevo objetivo. Esta reseña intenta observar la investigación sobre los correlatos neuronales de estos cambios físicos de atención, enfocándose especialmente en las áreas de atención cubierta y descubierta, así como los cambios voluntarios o automáticos de atención. Las investigaciones comúnmente está en desacuerdo con la cantidad de superposiciones en los sistemas neurales para estos diferentes tipos de atención, por lo tanto la investigación que apoya ambos puntos, se verá discutida a continuación.  

## Atención encubierta y manifiesta
Los cambios en la atención espacial pueden ocurrir con los ojos moviéndose, manifiestamente, o con los ojos fijos, encubiertamente. En el ojo humano, solo una pequeña parte, la fóvea, puede enfocar bien los objetos. Sin embargo, es esta alta agudeza visual la que se necesita para realizar acciones como leer palabras o reconocer rasgos faciales, por ejemplo. Por lo tanto, los ojos deben moverse continuamente para dirigir la fóvea hacia la meta deseada. Antes de un movimiento ocular manifiesto, donde los ojos se mueven a una ubicación objetiva, la atención encubierta se desplaza a esta ubicación. Sin embargo, es importante tener en cuenta que la atención también puede pasar de forma encubierta a objetos, ubicaciones o incluso pensamientos mientras los ojos permanecen fijos. Por ejemplo, cuando una persona maneja y mantiene sus ojos en la carretera, pero de repente aunque sus ojos no se muevan, su atención cambia de la carretera a pensar que es lo que necesitan del supermercado. Los ojos pueden permanecer enfocados en el objeto que estaba previamente atendido, más la atención cambió.

### Estudios en pacientes y cambios atencionales
Algunas de las primeras investigaciones sobre la neurología, detrás de los cambios de atención vienen de examinar el cerebro dañado de los pacientes. Primero , Posner et al., estudiaron personas afectadas por parálisis supranuclear progresiva, una condición donde es difícil ejercer el movimiento de los ojos voluntariamente, particularmente movimientos verticales. Estos pacientes demostraron tener presente un daño en el área del  mesencéfalo y áreas corticales relacionadas. A pesar de que los pacientes no eran capaces de mover sus ojos, eran capaces de hacer cambios de atención encubiertamente. Aunque en estos pacientes parecía haber una disminución en la rapidez del proceso de cambio de atención, sugiriendo que el mesencéfalo y áreas corticales deben estar asociadas con el cambio de atención encubierta.  Además en previas  investigaciones han demostrado su apoyo  a la asociación de los cambios de atención encubiertos con el lóbulo parietal. Por otro lado la investigación aparenta indicar diferencia en áreas del cerebro activadas en el cambio de atención manifiesta, así como comparado con los cambios encubiertos. Evidencia previa ha demostrado que el colículo superior está asociada con el movimiento de ojos o los cambios de atención manifiesta. Por otra parte el cerebelo medio ha demostrado activación solo del movimiento de ojos.

### Superposición neuronal para atención manifiesta y encubierta
Aunque, después de revisar la investigación de Posner, puede parecer lógico concluir que los cambios de atención encubiertos y manifiestos utilizan diferentes mecanismos neuronales, otros estudios más recientes han mostrado más superposición que no. Múltiples estudios han demostrado actividad evidente en la corteza frontal, concentrándose en el surco precentral, la corteza parietal, específicamente en el surco intraparietal, y en la corteza occipital lateral para los cambios de atención abierta y encubierta. Esto es en apoyo de la teoría premotora de la atención. Si bien estos estudios pueden estar de acuerdo en las áreas, no siempre están de acuerdo en si un cambio de atención abierto o encubierto provoca más activación. Utilizando la tecnología de imagen de resonancia magnética funcional (IRMf), Corbetta et al., Encontraron que las tareas de atención abierta y encubierta mostraron activación en las mismas áreas, a saber, los lóbulos frontal, parietal y temporal. Además, este estudio informó que los cambios encubiertos de atención mostraron mayores niveles de actividad que en la condición de atención abierta. Sin embargo, es importante tener en cuenta que se utilizaron diferentes tareas para la condición encubierta frente a la manifiesta. Una tarea consistió en una sonda que se transmitió a la fóvea del sujeto, mientras que otra mostró la sonda en la visión periférica del participante, lo que hace dudoso que estos resultados puedan compararse directamente. Nobre et al. también buscó determinar si los cambios de atención encubiertos y abiertos revelaron activación en las mismas áreas del cerebro. Una vez más se utilizó la tecnología (IRMf), así como, dos tareas separadas, una para la atención encubierta y otra para la atención abierta. Los resultados mostraron una superposición en áreas activadas para cambios de atención abiertos y encubiertos, principalmente en los lóbulos parietal y frontal. Sin embargo, se demostró que un área era específica para la atención encubierta, que era la corteza dorsolateral derecha; típicamente asociado con cambios de atención voluntarios y memoria de trabajo. Uno debería preguntarse si esta activación adicional tiene que ver con la tarea seleccionada para la condición encubierta, o más bien si es específica de un cambio de atención encubierto.
Beauchamp et al. Más recientemente intentó reproducir estos mismos resultados realizando un estudio utilizando la misma tarea para ambas condiciones, así como a través de múltiples tasas de turnos. Los resultados coincidieron en que los cambios de atención encubiertos y abiertos implican los mismos mecanismos neuronales. Sin embargo, este estudio difirió en que los cambios evidentes de atención mostraron una mayor activación en estas áreas neuronales, y esto ocurrió incluso en tasas de cambio múltiples. Una vez más, las regiones neuronales implicadas en este estudio incluyeron el surco intraparietal, el surco precentral y la corteza occipital lateral. Esta mayor activación evidente con los cambios de atención abierta se atribuyó a la participación adicional de los movimientos oculares.

## Cambios de atención voluntarios y automáticos.
La atención puede ser dirigida ya sea voluntariamente, también referido como control endógeno o de manera automática, el cual es referido como control exógeno o atención reflexiva. En el control endógeno, la atención es dirigida hacia un estímulo voluntario usualmente hacia la interpretación de pistas que nos dirigen hacia el objetivo, mientras en el control exógeno, la atención es automáticamente atraída hacia un estímulo. El mecanismo neural en el cerebro han sido demostrados para producir diferentes patrones de actividad para  atención endógena y exógena.

### Mecanismos neurales separados
Corbetta y Shulman, quienes defienden la creencia de que existen sistemas neuronales separados para el control endógeno y exógeno, realizaron un metanálisis de múltiples estudios que muestran la activación cerebral debido a cualquiera de los dos procesos de atención. Específicamente, la región dorsal posterior de la corteza parietal y frontal están principalmente implicadas con la atención voluntaria, mientras que la actividad se muestra de manera transitoria en la región occipital. Se piensa que los mecanismos endógenos integran conocimientos previos, expectativas y objetivos para decidir voluntariamente dónde cambiar la atención. Por otro lado, se cree que las áreas neuronales involucradas en la atención reflexiva tienen el propósito de centrar la atención en eventos u objetos que se destacan en el entorno. La corteza temporoparietal y la región de la corteza frontal ventral, particularmente en el hemisferio cerebral derecho, han mostrado participación en la atención reflexiva. Aunque se cree que existen regiones separadas para estos dos procesos de atención, la pregunta sigue siendo si estas regiones interactúan con una. otro, lo que indica más investigación sobre este punto todavía es necesario.

### Superposición neuronal para atención voluntaria y reflectiva
Aparentemente los especialistas concuerdan que múltiples áreas del cerebro involucradas en los cambios de atención,  sin embargo la investigación no es tan concluyente refiriéndose a la cantidad de superposición evidente con la atención voluntaria contra la atención reflectiva. Investigación hecha por Rosen et al. demostraron una cantidad justa de superposición entre cambios de atención exógenos y endógenos. Ambas condiciones demostraron activación en las áreas premotoras  dorsales y parietales.  Sin embargo la condición voluntaria también demostraron activación en la parte derecha de la corteza prefrontal, la cual no aparece en la condición reflectiva. Como esta área ha demostrado estar asociada con la memoria de trabajo, la cual indica que la memoria de trabajo está vinculado voluntariamente. La región pálida global subcortical también fue activada solo en la condición voluntaria. Además, la activación ha demostrado la unión temporoparietal ha sido ligeramente diferente en ambas condiciones, con la condición endógena demostrando más esparcimiento a las regiones laterales, anteriores y superiores. Aunque estas diferencias sí existían, en general se demostró una gran superposición para los cambios voluntarios y reflexivos de atención. Especialmente ambos demostraron actividad en la región dorsal premotriz, el área del campo del ojo frontal, y la corteza superior parietal (CSP), aunque la CSP exhibía mayor activación en la condición endógena.
La atención puede ser guiada de procesos de arriba hacia abajo o procesando de abajo hacia arriba. El modelo de atención de Posner incluye un sistema de atención posterior involucrado en la liberación  de estimulación vía la corteza parietal, el cambio  de atención vía el colículo superior y el enganche de una nueva meta vía el pulvinar. El sistema anterior de atención está involucrado en detectar silenciosamente el estímulo y preparar las respuestas motoras.

## Conclusión
En conclusión, muchos mecanismos neurales están involucrados en cambios atencionales. Si bien el tipo de cambio de atención corresponde a la activación de diferentes áreas del cerebro, se observa una gran superposición. Además, incluso si se están utilizando las mismas áreas neuronales, uno debería preguntarse si los mismos procesos se están involucrando dentro de la misma región o si existe una diferencia en la cantidad de activación.
Las propiedades de los recursos de atención utilizados dependen de si se dirige de forma endógena o exógena o si la atención se produce como un foco o gradiente, afecta el cambio de atención y los costos de cambio que se pueden experimentar. El cambio de atención se produce en todas las modalidades y depende de todas estas propiedades para dividir la atención con el fin de procesar la información de manera más eficiente.